# Tilacòmids
Els tilacòmids (Thylacomyidae) són una família de marsupials de l'ordre dels peramelemorfs. El seu únic representant vivent és el bilbi gros, que viu sobretot al nord-oest d'Austràlia, però el seu registre fòssil es remunta fins al Miocè mitjà, fa aproximadament 16 milions d'anys. Les espècies recents, com a mínim, són animals nocturns que es nodreixen principalment d'invertebrats, que complementen amb una mica de plantes. Són molt semblants als bàndicuts (Peramelidae) i, de fet, anteriorment es classificaven en la mateixa família.